# Cîroc
Cîroc è una vodka francese a base di uve Mauzac Blanc (proveniente principalmente dalla città di Tolosa) e Ugni Blanc (uva a bacca bianca che ricorda il trebbiano), prodotta con cinque distillazioni. Ha un gusto morbido e rotondo, molto piacevole al palato, si presenta nitida, trasparente, con una bottiglia elegante.
La bevanda è prodotta e distribuita dal gruppo Diageo. Dal 2007 al 2024, il marketing e la promozione di Cîroc sono stati gestiti da Sean "Diddy" Combs.

## Il nome
La parola "ciroc" nasce dalla fusione di due parole francesi "cime" (cima) e "roche" (roccia) proprio perché i vitigni utilizzati per la preparazione di questa vodka nascono prevalentemente su terreni rocciosi ad altitudini elevate.

## Controversie
La natura di Cîroc, che è prodotta da uva anziché da grano o patate, ha fatto nascere una controversia giuridico-economica in seno all'Unione Europea. I paesi tradizionalmente produttori di vodka del nord e dell'est Europa sostengono che solo gli alcolici distillati a base di grano o patate possono essere qualificati come vodka. Una decisione definitiva circa la definizione di vodka e valida nei paesi dell'UE è stata presa dagli europarlamentari nel dicembre 2007: la vodka elaborata a base di cereali o patate è detta unicamente "Vodka", mentre le vodka elaborate a partire da altri elementi avranno la dicitura "distillata da" accompagnata dal nome della materia prima utilizzata.